# Mehmet Shehu
Mehmet Ismail Shehu (Çorrush, Albania otomana, 10 de enero de 1913 - Tirana, 17 de diciembre de 1981) fue un político comunista albanés que fue presidente del Consejo de Ministros de la República Popular de Albania (cargo equivalente al de primer ministro) desde 1954 hasta 1981.
En 1938, se unió a las Brigadas Internacionales en España y luchó en el 4º Batallón de la Brigada Garibaldi. Se une a Francia tras la victoria de los franquistas y fue internado allí de 1939 a 1942. Fue entregado a las autoridades colaboracionistas albanesas por el régimen de Vichy, pero logró escapar y se unió a la resistencia comunista. Comandante de la 1ª Brigada del Ejército de Liberación Nacional desde 1943, Mehmet Shehu organizó la liberación de Tirana el 8 de noviembre de 1944. 
Destacó por su trayectoria dentro del Partido del Trabajo de Albania (PPSH) siendo Ministro del Interior (1948-1954), responsable de la Sigurimi (policía política) y Ministro de Defensa. Aunque durante décadas estuvo considerado como el «hombre fuerte» de Enver Hoxha y el segundo hombre más poderoso de Albania, terminó perdiendo su confianza y, según la versión oficial, se suicidó en 1981.

## Biografía

### Primeros años
Shehu nació en un pueblo cerca de Fier, al sur de Albania, en una familia de clase media y hablante del dialecto tosco de la lengua albanesa. Militante izquierdista desde su juventud, en 1932 se graduó en el Instituto Vocacional de Tirana. Al no encontrar trabajo prefirió irse a Italia para estudiar una beca en la Academia Militar Nunziatella de Nápoles, de donde fue expulsado en 1935 por sus simpatías comunistas. Tras regresar a Tirana, y cada vez más interesado por la política, no dudó en formar parte de la XII Brigada Internacional para combatir en la guerra civil española (1936-1939) en defensa de la Segunda República. Shehu fue internado con los demás brigadistas veteranos en Francia desde 1939 hasta 1942, cuando consiguió volver a Albania.
A su regreso, Albania se encontraba ocupada por Italia. Por esta razón, Shehu se afilió al Partido Comunista de Albania y a la Resistencia albanesa, primero contra los italianos y después contra la Wehrmacht nazi. Debido a su experiencia militar en la guerra civil española, en agosto de 1943 fue nombrado comandante del movimiento partisano dirigido por Enver Hoxha. Albania quedó liberada el 17 de noviembre de 1944 y se estableció un gobierno provisional, el Consejo Antifascista de Liberación Nacional, como antesala de la proclamación de la República Democrática de Albania. En 1946, finalmente, se proclama la República Popular de Albania y se consolida el socialismo.

### Trayectoria en el Partido del Trabajo de Albania
En 1948 Shehu ingresó en el Politburó del Partido del Trabajo de Albania, siendo nombrado Ministro de Interior y Vicepresidente, asegurándose además el control de la Sigurimi. Desde esa posición se hizo cargo de la Represión política para acabar con cualquier movimiento disidente, con especial énfasis en la corriente más próxima a Yugoslavia, conocida como "titoísmo".
Shehu ocupó la presidencia del Consejo de Ministros desde 1954 hasta 1981, al tiempo que seguía siendo jefe de la Sigurimi. Aunque Hoxha era el máximo dirigente de Albania, Shehu formó junto con el ideólogo Hysni Kapo un triunvirato para la administración del país, secundando al secretario general en todas sus decisiones políticas: entre ellas, la ruptura con la Unión Soviética en 1961 y el establecimiento de relaciones con la República Popular China, así como su posterior ruptura en 1978.
La posición de Shehu como «hombre fuerte» de Hoxha quedó reforzada con su designación como Ministro de Defensa en 1974, en reemplazo del purgado Beqir Balluku. Esto hizo que muchos le viesen como posible sucesor de Hoxha al frente de Albania, al pertenecer a la misma generación de militantes veteranos y por su inquebrantable lealtad. No obstante, Shehu fue cesado del cargo en mayo de 1980. Hoxha llevaba tiempo fijándose en Ramiz Alia como su sustituto, mientras que Shehu era percibido como un posible opositor a las políticas de aislacionismo internacional y autarquía de los últimos años.

### Caída y muerte
Para deshacerse de Shehu, Hoxha ordenó supuestamente que el Partido del Trabajo de Albania le acusara de deslealtad porque el hijo mayor de éste se iba a casar con una mujer en cuya familia había opositores al régimen. En mayo de 1980 fue cesado del ministerio de Defensa, y después fue depuesto de sus cargos por orden del Politburó.
Shehu falleció el 17 de diciembre de 1981, a los 68 años, de un disparo en la cabeza en la bañera de su casa. Oficialmente se informó que había sido un suicidio, lo cual era delito según la ley albanesa. Al día siguiente la radio estatal difundió la noticia asegurando que el dirigente se había disparado «en un momento de depresión nerviosa». No obstante, otras personas - como su hijo - creen que pudieron forzarle a cometerlo, e incluso se especuló fuera de Albania con un caso de asesinato. El cadáver fue enterrado en una fosa común sin recibir homenajes públicos. Su nombre desapareció de la historiografía oficial albanesa, en tanto Hoxha ordenó que se eliminase toda referencia a él en los documentos oficiales de la época, y se le acusó de ser un espía al servicio de la CIA, el KGB y Yugoslavia.
El ostracismo sobre Mehmet Shehu también afectó a su familia. Su hermano Vladimir se suicidó, mientras que su esposa Fiqirete Shehu, también ideóloga del Partido del Trabajo de Albania, fue encarcelada bajo la acusación de espionaje y falleció en una cárcel de Zejmen en 1988. Los dos hijos del matrimonio también acabaron detenidos bajo diversos pretextos, aunque consiguieron salir de prisión tras la caída del régimen comunista en 1992. Bashkim Shehu solicitó al Gobierno albanés el retorno de los restos mortales de su padre para darle sepultura, algo que logró en 2001.